# Draâ El Mizan
Draâ El Mizan (en 
kabyle : Draε Lmizan, en caractères tifinaghs : ⴷⵔⴰⵄ ⵍⵎⵉⵣⴰⵏ, en arabe : ذراع الميزان) est une commune de la wilaya de Tizi Ouzou en Algérie, située à 42 km au sud-ouest de Tizi Ouzou et à 110 km au sud-est d'Alger, dans la région de la Grande Kabylie.

## Géographie

### Situation
La commune de Draâ El Mizan est située au sud-ouest de la wilaya de Tizi Ouzou.
| M'Kira, Tizi Ghenif      | Aït Yahia Moussa         | Aïn Zaouia |
| Tizi Ghenif              | Draâ El Mizan            | Aïn Zaouia |
| Aomar (wilaya de Bouira) | Aomar (wilaya de Bouira) | Frikat     |

### Localités de la commune
La commune de Draâ El Mizan est composée de dix-neuf localités :
- Belouadi
- Bezazoua El Koudia
- Boufhima
- Azro n Tamart
- Bouzouar
- Draε sachem
- Draε l Mizan
- Hennia
- Ichoukrène
- Maεmar
- Nedjar
- Ouled Aïssa
- Rouachda
- Sanana
- Tazerout Aouaoudha
- Tazerout centre
- Iherdiouane
- Ait oumghar.
- kerouane

## Toponymie
Le nom a été appliqué par les turcs lors de la construction de leur bordj en 1595. Il dérive de la langue arabe.
L'origine de ce nom a été défini simplement et qu'on retrouve dans les écrits de la Revue Africaine à page 426 :
« Draa El Mizan, le fléau de la balance, est le nom d’une crête, que l’on appliqua plus tard à la redoute bâtie en 1951, sur les pentes de Tachentirt. »
Ce qui laisse supposer que l’appellation ne désigne pas exactement le même endroit pour les turcs et les français.
En outre, Tachentirth, évoqué dans l'écrit serait probablement le nom original de l'endroit en question.

## Histoire

### Période Romaine
De l'année 287 de J.-C. à 297, l'Afrique septentrionale fut déchirée par des révoltes dans lesquelles un peuple qu'on appelle Quinquegentanei joua le principal rôle. Il fallut, pour en venir à bout, la présence de l'empereur Maximien Hercule et l'intervention d'assez nombreuses troupes, romaines ou étrangères.
Les Quinquegentiani selon Ammien Marcellin, dans son récit de la guerre de Théodose contre le célèbre rebelle berbère Firmus, sont les cinq peuplades qui composaient la confédération et qui sont : les Tyndenses, Massinissenses, Isaflenses, Jubaleni et Jesalenses.
Isaflenses sont les Iflissen (ou les Flissa).
Draa El Mizan, faisant partie des Iflissen, participa donc activement aux révoltes contre Rome. D’après Ammien Marcellin, Firmus s’est réfugié pendant longtemps chez les Iflissen pendant sa rébellion contre Maximien. Le théâtre des guerres entre Firmus et les légions de Théodose l'Ancien se situerait dans l’actuelle Kabylie, mais sans précisions. Dans le cadre de la rébellion de Firmus, les récits d’Ammien Marcellin portent plus essentiellement sur les peuples ou tribus (les Isaflenses, les Jubalenses et leur roi Igmazen) que sur les lieux géographiques peu connus.

### Période ottomane
La période turque est marquée par un état perpétuel de guerre entre les Turcs et les Kabyles, notamment la tribu des Iflissen (les Flissa) à laquelle appartient Draa El Mizan.
- Bataille de Draâ El Mizan (1767)
- Bataille de Draâ El Mizan (1768)

En 1796, dans la vallée kabyle de Boghni, où la guerre entre les kabyles et les turcs avait sévi plus qu'ailleurs, Bey Mohammed fait construire sans poudre le fort de Boghni, aux environs duquel s'élève le poste de Draa El Mizan ; il put, sur les terres enveloppant le bordj, installer une tribu de nègres affranchis, les «Abids», qu'il appela de la Mitidja, et qui, n'existant que par lui, restèrent tout à sa dévotion. Plus tard, l’endroit gardera l’appellation, par référence à cet épisode, de Tighilt Laabid (le col des nègres), aux alentours de l’actuelle Aïn Zaouia (10 km à l’est de la ville de Draa El Mizan).

### Colonisation française
En 1844, le général Bugeaud, après avoir incendié et rasé toute la tribu des nezlioua, vint camper à Draa El Mizan.
L'insurrection contre la présence coloniale française, à Draa El Mizan, est conduite par Cherif Boubaghla, à partir de 1851. Ce dernier fait ruiner les propriétés d'un marabout fidèle à la France (Sid Ali Chérif) pour marquer son opposition à la présence française. Une colonne sous les ordres du Général Jacques Camou a été envoyée pour mater la révolte de Boubaghla cette même année et ce dernier se réfugia dans les villages voisins.
Lorsque Cherif Boubaghla est mort en 1854, Si-El Hadj Amar avait succédé à son autorité sur les Kabyles. En août 1856, il attaqua les troupes françaises stationnées à Draa El Mizan; mais on avait eu avis de sa marche à Alger, et sa troupe, poussée par le lieutenant Beauprètre, avec les troupes du fort et les contingents des tribus, fut mise en déroute. Cependant l'insurrection était flagrante chez les Guechtoula, qui occupent le pied du Djurjura, sous le méridien de Dellys, au-dessus de Draa El Mizan et de Boghni.
En mars 1871, toutes les tribus de la Kabylie sont engagées aux côtés de Cheikh El Mokrani dans l'insurrection de 1871 et Draa El Mizan ne fut pas du reste.
L'agitation politique qui caractérisa l'Algérie au début du XXe siècle ne laisse pas Draa El Mizan à l'écart.
De 1937 à 1954, la commune mixte de Draa El Mizan comptera de nombreux responsables politiques ayant brillé dans le Parti du Peuple Algérien (PPA) comme : Bestani Belkacem, Krim Belkacem, Aouchiche Mohand et Ali Ami.
La commune a connu plusieurs batailles et accrochages avec l'armée francaise durant la guerre d'Algérie. Elle a été parmi les premières régions en Kabylie à déclencher la lutte armée le 1er novembre 1954. Krim Belkacem secondé par Amar Ouamrane, Saïd Mohammedi et Salah Zaâmoum, ont dirigé les opérations militaires ont lieu surtout à Azazga et Draâ El Mizan. Durant la nuit du «Toussaint rouge», un garde-champêtre fut tué et plusieurs dépôt de lièges et tabacs brûlés.
Du 22 juillet à fin octobre 1959, le général Challe dans un vaste plan qui porte son nom (Plan Challe) visant à mater la résistance algérienne dans l'ensemble du territoire, déclenche l'opération Jumelles qui embrasera toute la Kabylie. L’objectif était de déloger et d’éliminer les maquisards les ordres de Mohand Oulhadj qui a remplacé le colonel Amirouche Aït Hamouda à la tête de la wilaya III. Dans la commune mixte de Draa El Mizan, les maquisards se trouvent dans les maquis de Draa El Mizan, Beauprêtre (Ain Zaouia), Tizi Gheniff, Camp de maréchal (Tadmait).

### Après l'indépendance de l'Algérie

#### L'affaire du «maquis de Draa El Mizan» en 1963
Au mois d’août 1963, le pouvoir d'Alger annonce l'arrestation d'un groupe d’opposition armé de tendance marxiste constitué d'une trentaine de citoyens dans les maquis de Draa El Mizan (wilaya de Tizi Ouzou).
Le maquis de Draa El Mizan a été constitué – dans des conditions mal définies- par Abderrazak Abdelkader (descendant de l'émir Abd el-Kader). Ce dernier a été arrêté par l’ANP au mois d’août 1963.
Les autorités algériennes accusent Israël d'être derrière le maquis de Draa El Mizan.
Abderazak Abdelkader est accusé de sionisme et, pour étayer leurs accusations, les autorités déclarent qu'il aurait publié, trois ans auparavant, un article dans lequel il critiquait le côté rétrograde de certains pays arabes.